# Tylomys
Tylomys és un gènere de rosegadors de la família dels múrids. Té una llargada de cap a gropa d'entre 17 i 16 cm i una llargada de la cua d'entre 20 i 25 cm. El pes només es coneix en l'espècie T. nudicaudus, que pesa 280 grams. El pelatge és de color vermell, marró o negre grisenc a la part superior. La panxa és de color blanc o groc. La llarga cua és poc peluda i les orelles són nues. Les potes posteriors són curtes però grosses i estan adaptades a la vida arborícola.
L'àmbit de distribució de Tylomys abasta des del sud de Mèxic fins a Colòmbia i el nord de l'Equador.